# Gerardo Valencia Cano
Gerardo Valencia Cano MXY (* 26. August 1917 in Santo Domingo; † 21. Januar 1972) war ein kolumbianischer römisch-katholischer Ordensgeistlicher und Apostolischer Vikar von Sincelejo.

## Leben
Gerardo Valencia Cano trat der Ordensgemeinschaft der Misioneros Javerianos de Yarumal bei und empfing am 29. November 1942 das Sakrament der Priesterweihe. Papst Pius XII. bestellte ihn am 19. Juli 1949 zum ersten Apostolischen Präfekten von Mitú. 
Am 24. März 1953 ernannte ihn Papst Pius XII. zum Titularbischof von Rhesaina und zum ersten Apostolischen Vikar von Buenaventura. Der Bischof von Santa Rosa de Osos, Miguel Ángel Builes Gómez, spendete ihm am 24. Mai desselben Jahres die Bischofsweihe; Mitkonsekratoren waren der Bischof von Bucaramanga, Aníbal Muñoz Duque, und der Bischof von Barranquilla, Francisco Gallego Pérez.